# Moviment Polític Ladins
El Moviment Polític Ladins (ladí Moviment Politich Ladins) o Ladins, és un partit polític italià que reclama l'autonomia de la Ladínia i la cooficialitat del ladí a les valls ladines, a les províncies italianes de Tirol del Sud, Belluno i Trento al cor dels Dolomites. A les eleccions europees de 1979 va formar part de la candidatura Federalisme (PSd'Az-UV).
Després d'haver obtingut un conseller provincial (Carlo Willeit) al Tirol del Sud el 1998 en una llista unitària amb la DPS), a les eleccions provincials de 2003 han obtingut només l'1,4% i han perdut l'escó.
A les eleccions municipals de 8 de maig de 2005, van presentar llistes de candidats a tres municipis de la Val Gardena: Ortisei, Selva i Santa Cristina. A les successives eleccions per al síndic de Bolzano, el 6 de novembre de 2005 han presentat la seva pròpia llista en suport al candidat de centreesquerra Luigi Spagnolli, que en fou elegit. Els Ladins han obtingut el 0,32%, i no han obtingut cap electe
En les eleccions provincials de 2008 presentaren una llista unitària amb Jent Ladina Dolomites amb el nom Ladins Dolomites, que ha obtingut l'1,1% dels vots, sense obtenir cap conseller.
El moviment Jent Ladina Dolomites es formà a travé de l'associació Amisc dla Ladinia Unida, que el 2007 havia donat suport al Tirol del Sud els municipis ladins de la província de Belluno al referèndum celebrat el 28 i 29 d'octubre per l'annexió al Tirol del Sud.